# Parentalia
Die Parentalia (auch dies parentales) waren im römischen Kalender als Nundinum-Periode die „Tage des Totenkultes“, die den verstorbenen Eltern (parentes) und anderen Familienvorfahren gewidmet waren. Der Gedenkcharakter des Seelenfests wird dadurch unterstrichen, dass es ursprünglich gegen Jahresende stattfand. Die Parentalia begannen am Mittag des 13. Februar und endeten am 21. Februar. Am 22. Februar folgte das „verwandtschaftliche Aussöhnungsfest“ Caristia.
Die abgeschiedenen Seelen (lares, manes, lemures, larvae) waren ein eminent wichtiges und auch vielgestaltiges Thema in der römischen Religiosität; einerseits wies ein Totenfest wie die lemuria unverkennbar apotropäische Züge auf, anderseits bekräftigten die parentalia die Bande mit den verstorbenen Familienangehörigen.
Das Fest leitete ein mittägliches Opfer der Vestalis maxima ein, es endete am letzten Tag mit der Hauptfeier, den feralia des 21. Februar. Ovid beschreibt in den Fasti (Buch II, 533–570), dass zur Besänftigung der Totenseelen (placandis manibus) kleine Opfergaben an den Wegen und bei den Gräbern dargebracht (ferre) wurden: Kränze, Früchte, Salzkörner, weingetränktes Brot und Veilchenblüten, wozu Gebete gesprochen wurde. Die familiären Riten bei Tageslicht standen im Gegensatz zum nächtlichen Bannzauber der lemuria, doch blieben gemäß Ovid auch hier die Tempel geschlossen, und es fanden keine Hochzeiten statt. Erzählt wird in den Fasti zudem, dass eine Vernachlässigung der parentalia zur Rache der Geister führe, die als monströse Gespenster nachts heulend durch die Straßen und Felder zögen (perque vias Urbis latosque ululasse per agros deformes animas, volgus inane).
Weiter beschreibt Ovid ein seltsames, geradezu hexenmäßiges Ritual mit apotropäischer Zielsetzung, das von einer Tacita genannten alten Frau an den Feralia ausgeführt wurde (Buch II, 573–583).